# Luis Fernando Santos
Luis Fernando Santos Calderón (Bogotá, marzo de 1948) es un periodista y empresario colombiano. Fue presidente de la Casa Editorial El Tiempo. Es reconocido como el inventor de los periódicos modernos en Colombia, de iniciativas como el club de suscriptores de El Tiempo, de City TV, Portafolio y de Pulzo.

## Trayectoria
Sus padres son Enrique Santos Castillo y Clemencia Calderón Nieto.  Es miembro de la familia Santos y hermano de Juan Manuel Santos. 
Estudió periodismo en la Universidad de Kansas (Estados Unidos). En 1970, ingresó a la redacción de El Tiempo. Empezó como redactor deportivo. Fue jefe de producción, subgerente y gerente, entre 1972 y 1996 año en que fue designado presidente de Casa Editorial El Tiempo, cargo que ocupó hasta 2010 cuando se retiró, año en el que su hermano Juan Manuel fue elegido presidente de Colombia.
Posteriormente, fue uno de los fundadores del medio digital Pulzo, uno de los más destacados y de mayor tráfico del país en 2017, junto a Guillermo Franco.

## Vida privada

### Aficiones
Luis Fernando ha declarado que era fanático de la tauromaquia desde su juventud, llegando incluso a escaparse de sus clases para practicar de manera amateur la disciplina. En sus años escolares, también practicó baloncesto, siendo capitán de su equipo escolar y ganando varios reconocimientos por su buen desempeño. 
Pese a ser miembro de una familia mediática, Santos era muy tímido, usaba lentes y sufría de asma, por lo que sus hermanos lo apodaban "El negrito", o la oveja negra de la familia. En su joven adultez, Santos comenzó a practicar equitación y golf (deporte del cual su madre era deportista premiada), y desde su jubilación, Santos practica el buceo. Santos se ha declarado admirador y coleccionista de la música de The Beatles.

### Familia

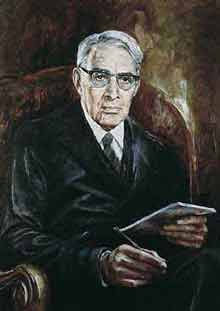
Su tío abuelo, el expresidente Eduardo Santos Montejo.

Luis Fernando Santos Castillo es miembro de la prestigiosa familia Santos, una de las familias más poderosas de Colombia, con periodistas, escritores y políticos vinculados al Partido Liberal Colombiano. Sus padres eran el periodista Enrique Santos Castillo, y la deportista Clemencia Calderón Nieto, siendo el segundo de cuatro hijosː Su hermano mayor, Enrique, el tercero Juan Manuel, y el menor, Felipe Santos Calderón.
Su padre era hermano del periodista Hernando Santos Castillo, casado con su cuñada (de Enrique), Helena Calderón Nieto, siendo su tío el padre de los periodistas Rafael y Francisco Santos Calderón. Los hermanos Santos eran hijos del también periodista Enrique Santos Montejo "Calibán", quien fue padrino de bautizo de Luis Fernando.
Enrique era hermano de los políticos Gustavo (alcalde de Bogotá en 1938) y Eduardo Santos Montejo (presidente de Colombia entre 1938 y 1942), hijos del periodista Francisco Santos Galvis, quien a su vez era sobrino de la heroína de la independencia de Colombia, Antonia Santos Plata. Eduardo, su tío abuelo, fue el artífice del periódico familiar, El Tiempo, adquirido de su cuñado y fundador, Alfonso Villegas Restrepo.

#### Matrimonio y descendencia
Luis Fernando se casó por primera vez con la estadounidense Michel Anne Augeria quien se unió a los 19 años en 1967, con quien tuvo a sus hijos mayores, entre ellos el cineasta Juan Pablo Santos Augeri. Viudo de Michel en 1977, en segundas nupcias, Santos se casó con María Isabel Jaramillo Robledo en 1979, con quien tuvo a sus hijas Carolina y Verónica Santos Jaramillo.